# Soligo (fiume)
Il Soligo è un fiume italiano della provincia di Treviso, in Veneto.
È alimentato dal canale artificiale detto la Tajada, emissario dei due laghi di Revine Lago (lago di Lago e lago di Santa Maria) che dopo l'abitato di Soller prende il nome di Soligo. Percorre la Vallata Trevigiana in direzione ovest. Giunto presso l'abbazia di Follina, drena le acque di una risorgiva carsica formando un caratteristico gomito che lo indirizza a sud, verso il Quartier del Piave. Si getta nel Piave a sud-est di Falzè di Piave.
Tra gli affluenti spicca il Lierza, il torrente che muove la ruota del molinetto della Croda di Refrontolo.
Le sue acque, poco inquinate, sono riserva di pesca.

## Affluenti
- Ruio di Cison
- Corin
- Fiume Follina
- Ruio delle Vallalte
- Campea
- Marzola
- Peron
- Lierza

## Fauna ittica
Grazie ai bassi livelli di inquinamento, le acque del Soligo sono ricche di varie specie di pesci: 
- Trota fario (Salmo trutta fario)
- Trota iridea (Oncorhynchus mykiss)
- Persico reale (Perca fluviatilis)
- Persico sole (Lepomis gibbosus)
- Luccio (Esox cisalpinus)
- Cavedano (Squalius squalus)
- Scardola (Scardinius erythrophthalmus)
- Scardola italica (Scardinius hesperidicus)
- Alborella (Alburnus alborella)
- Barbo (Barbus plebejus)
- Anguilla (Anguilla anguilla)
- Carpa (Cyprinus carpio)
- Triotto (Leucos aula)
- Persico trota (Micropterus salmoides)
- Lasca (Protochondrostoma genei)
- Vairone (Telestes muticellus)
- Lampreda padana (Lampetra zanandreai)

## Pesca
Il fiume Soligo è molto particolare dal punto di vista ambientale, poiché, in quanto emissario dei Laghi di Revine Lago, presenta acque a corrente debole e con abbondante presenza di piante acquatiche nel tratto iniziale, che ospitano pesci “di lago” (zona dei ciprinidi a deposizione fitofila) e che sono classificate come “Zona B”, almeno fino al paese di Tovena, mentre in seguito, in prossimità della collina morenica di Gai, assume caratteristiche più torrentizie (pur mantenendo durante tutto l’anno una portata costante, seppur esigua), rientrando prima nella cosiddetta “zona dei ciprinidi a deposizione litofila”, grosso modo fino all’altezza di Valmareno, poi, dal paese di Follina, grazie all’apporto di vari affluenti (Corin e Fiume Follina), fino alla foce, nella “zona dei salmonidi”. Quest’ultimo tratto, a partire cioè dalla località “Tre Pont” di Follina, ricade sotto la tutela dell’A.P.S.D Valle del Soligo, ed è classificato come “Zona A”.